# Mr and Mrs I. N. Phelps Stokes
Mr and Mrs I. N. Phelps Stokes est un tableau réalisé par John Singer Sargent en 1897, actuellement conservé au Metropolitan Museum of Art de New York.

## Présentation
Cette huile sur toile (214 × 101 cm) appartient au Metropolitan Museum of Art depuis 1938, grâce au legs de Mrs Phelps Stokes. Elle représente l'architecte et philanthrope new-yorkais Isaac Newton Phelps Stokes (en) (1867-1944) et sa femme, née Edith Minturn (en) (1867-1937), qu'il épousa en 1895.
À l'origine, un ami du couple commanda à Sargent un portrait de la jeune Mrs Phelps Stokes, à titre de cadeau de mariage, et le choix initial de l'artiste fut de faire poser son modèle en robe de soirée. Puis Sargent changea d'avis et préféra peindre Edith Phelps Stokes en tenue de sport, avec un dogue allemand à son côté. Dans l'impossibilité de trouver un tel chien, son mari eut une « soudaine inspiration », comme il l'expliqua par la suite, et proposa de « jouer le rôle du dogue allemand ».
Les Phelps Stokes n'eurent pas d'enfant biologique mais adoptèrent en 1908 une petite fille de 3 ans, Helen, qui vécut jusqu'en 2004.